# Thomas Houtepen
Thomas Houtepen (* 15. Mai 2002 in Middelburg) ist ein niederländischer Handballspieler.

## Karriere

### Im Verein
Houtepen begann das Handballspielen bei HV Eemland und wechselte dann zu Feyenoord Handball nach Rotterdam. In der Saison 2020/21 lief er für den HV Aalsmeer auf und wurde mit der Mannschaft niederländischer Meister. 2021 ging er nach Deutschland zum Drittligisten TV Cloppenburg. Nach einer Saison wechselte er zum TBV Lemgo. Hier spielte er zunächst hauptsächlich für das Nachwuchsteam Team Handball Lippe in der 3. Liga, erhielt aber bereits Spielzeit in der 1. Bundesliga. Zur Saison 2023/24 erhielt er einen Profivertrag und steht fest im Kader des Bundesligateams. Im Sommer 2025 wechselte er zum dänischen Erstligisten Team Tvis Holstebro.

### In Auswahlmannschaften
Im April 2023 gab er sein Debüt für die A-Nationalmannschaft gegen Belgien. Er stand im Kader für die Europameisterschaft 2024 und belegte mit den Niederlanden den 12. Platz. Im Spiel gegen Dänemark erlitt er einen Kreuzbandriss.